# Alfred Smith (peintre)
 (mai 2024).
Si vous disposez d'ouvrages ou d'articles de référence ou si vous connaissez des sites web de qualité traitant du thème abordé ici, merci de compléter l'article en donnant les références utiles à sa vérifiabilité et en les liant à la section « Notes et références ».
Pour les articles homonymes, voir Alfred Smith (homonymie) et Smith.
Ne pas confondre avec Carlton Alfred Smith né en 1853 à Londres.
Alfred Smith, né à Bordeaux le 30 juillet 1854 et mort à Paris 16e le 3 novembre 1936, est un peintre post-impressionniste français. Son travail a parfois été comparé à celui de Claude Monet.

## Biographie
| - Après la pluie (Paris, 1884) - L'averse, Place de la Concorde (1888) |

André Alfred Smith de Sternburg est né à Bordeaux le 30 juillet 1854. Son père est Gallois, naturalisé français, et sa mère est la fille du notaire de Saint-Ciers-sur-Gironde. En 1869, son père abandonne le domicile familial et part faire fortune aux États-Unis. A l'âge de 15 ans, Alfred et son frère aîné, Emmanuel se retrouvent soutiens de famille. Alfred travaille dans une banque comme commis d'agent de change, mais il veut devenir artiste et passe tout son temps libre à peindre.
En 1877 il expose pour la première fois ses tableaux au Salon de la société des amis des arts de Bordeaux, dont le catalogue indique que son maître est Hippolyte Pradelles. Il reste fidèle à ce salon et exposera au moins un tableau chaque année, jusqu'à sa mort en 1936.
En 1880 Smith participe au Salon de Paris, obtenant la mention honorable et fréquente l'atelier de Léonce Chabry. Il devient également professeur à l'école des beaux-arts de Bordeaux.
En 1883, sa toile Le Quai de Bacalan, le Soir sera exposée au Salon de Paris et il entre dans l'atelier d'Amédée Baudit.
En 1886, le peintre Alfred Roll le remarque et l'aide à promouvoir son travail artistique. Les deux hommes deviennent amis et Alfred Smith est l'exécuteur testamentaire de Roll après son décès en 1919.
Dans les années 1884-1890 Smith commence à être reconnu. Il reçoit des médailles au salons de Versailles, de Nice, des artistes français, exposition universelle de Paris, etc. C'est en 1886 qu'il peut quitter son emploi, sa peinture lui permettant de vivre.
En 1888, il obtient une récompense au Salon de Paris. La même année, il peint la Place de la Concorde Sous La Pluie (L'Averse) et en 1889, il obtient une médaille de bronze au Salon de Paris. Il obtiendra une médaille de bronze à l'Exposition universelle de 1900 à Paris.
En 1894, il est nommé chevalier de la Légion d'honneur.
Le 7 décembre 1899, Alfred Smith épouse Catherine Philippine Poix à Lyon et en 1901 le couple déménage à Paris.
En 1912, grâce à ses amis Paul Madeline et Eugène Alluaud, Alfred Smith découvre la vallée de la Creuse. Il est subjugué par les paysages ; son style change encore et évolue vers le fauvisme. Il continue à peintre les environs de Crozant jusqu'à sa mort, devenant un des représentants de l'école de Crozant.
Sa femme Catherine meurt en septembre 1935, puis Alfred Smith meurt à Paris le 3 novembre 1936. Il est enterré à Lyon auprès de sa compagne.

## Œuvres d'Alfred Smith
Alfred Smith a adopté plusieurs styles pendant sa carrière. Il était connu d'abord pour sa maitrise des effets atmosphériques dans ses tableaux de Bordeaux. Ces tableaux étaient exécutés dans son atelier. Par contre, d'autres étaient peints en plein-air, ce qui lui a valu le surnom du « peintre des sous-bois ».
Après une visite à Venise il adopté un style plutôt impressionniste et à partir de 1912, il évolue vers le fauvisme.

## Œuvres dans les collections publiques
- Bordeaux, Musée des beaux-arts :
  - Tramway devant la place des Quinconces (II), 1892
  - Venise matin brumeux, 1912[3] ;
  - Bord de la Creuse à Crozant[4] ;
  - Martigues[5] ;
  - Un Arbre à l'automne[6] ;
  - La Gondole, 1905[7] ;
  - La Meule, 1905[8] ;
  - Bord de rivière[9] ;
  - L'Été, sous-bois, 1891[10] ;
  - Le Père Boyreau au printemps dans la lande brédoise, 1894[11] ;
  - Vue de la Bastide, 1883[12] ;
  - Les Quais de Bordeaux, 1892[13] ;
  - Le Quai de la Grave à Bordeaux (1884)[14].

- Cognac, Musée d'art et d'histoire
  - Le fumeur de pipe (1893)
- Dijon, Musée des beaux-arts :
  - Paysage (1891)
- Guéret, Musée de la Sénatorerie
  - La Sédelle en octobre à Crozant (1923)
- Pau, Musée des beaux-arts : 
  - La Place de la Concorde sous la pluie (1888)
- Paris, Musée d'Orsay : 
  - Sous-Bois (1891)
  - Harmonie d'été (1911)
  - Portrait de la mère de l'artiste
- Rouen, Musée des Beaux-arts
  - Jeune fille lisant (c 1910)
- Savannah, Telfair Museum of Art
  - Déjeuner sous les bois[15]
  - Vue de Bordeaux du Pont de Pierre[16].

- Venise, Museo Ca'Pesaro
  - Les quais de Bordeaux, le matin (1895)